# Iranidy
Iranidy – wchodzą w skład azjatyckich Alpidów, należą do nich góry Zagros. Stanowią południowo-wschodnią kontynuację strefy alpidów Azji Mniejszej. Dzielą się one na strefę wewnętrzną, strefę zewnętrzną i strefę rowu przedgórskiego wypełnionego molasą. Wśród skał wchodzących w skład iranidów należy wymienić roponośne poziomy wapienno-dolomitowych i ewaporowatych osadów permo-triasu, iłowce z wielką ilością substancji organicznej, a także osady węglanowe kredy z ofiolitami.

## Literatura
- Włodzimierz Mizerski – „Geologia regionalna kontynentów”, Warszawa 2004, ISBN 83-01-14339-8.